# Acerophagus citrinus
Acerophagus citrinus är en stekelart som först beskrevs av Howard 1898.  Acerophagus citrinus ingår i släktet Acerophagus och familjen sköldlussteklar. Inga underarter finns listade i Catalogue of Life.